# Tojotomi Hidejosi
Tojotomi Hidejosi, születési nevén Hijosi-maru, szamurájnevein Kinosita Tókicsiró, Kinosita Hidejosi, majd Hasiba Hidejosi, becenevén: Szaru, azaz Majom; japánul: 豊臣 秀吉, Hepburn-módon: Toyotomi Hideyoshi (Nakamura-ku, 1537. március 17. – Fusimi, 1598. szeptember 18.) az egyik legismertebb japán daimjó. Kampaku (kormányzó) 1585-től 1592-ig, birodalmi főkancellár 1586-tól, taikó (visszavonult kormányzó) 1592-től haláláig. Paraszti sorból származott, mégis a hadakozó fejedelemségek korának három legnagyobb hatású vezetője közé tartozik. Ő volt az, aki folytatta és sikeresen megvalósította egykori mestere, Oda Nobunaga álmát, Japán egyesítését, amit aztán Hidejosi halála után Tokugava Iejaszu, az Edo-kor első sógunja tökéletesített.
Nobunaga 1582-es halálát követően hihetetlen tempóval, mindössze másfél év alatt uralma alá hajtotta az egész országot, és ezzel tulajdonképpen véget vetett a több mint 110 éve tartó belháborúnak. Ezután megszilárdította a központi hatalmat és az egész Edo-korra hatást gyakorló intézkedéseket hozott. Hatalma csúcspontján birodalmi terveket kezdett el szövögetni, ezért többször is lerohanta Csoszont, azonban hiába állt rendelkezésére a kor egyik legmodernebb és egyik legnagyobb hadserege, a hadjáratok a koreaiak kitartása miatt végül kudarcba fulladtak. Habár haláláig ő irányította Japánt, a csoszoni invázió évében, 1592-ben hivatalosan nyugállományba vonult (ekkor vette fel a taikó címet), majd az évtized hátralévő, háborúskodással terhes részében 1593-ban született fia, Tojotomi Hidejori utódlását próbálta biztosítani. Azonban 1598-as halálával újabb interregnum vette kezdetét, aminek a Tokugava Iejaszu győzelmével záruló szekigaharai csata vetett véget 1600-ban.

## Élete
Hidejosi származása erősen vitatott. Sokan úgy vélik, paraszti származású volt, mások szerint alacsony rangú harcoscsaládba született. Már fiatal gyermekként elkerült otthonról, hogy Tótómi (a mai Sizuoka prefektúra) daimjójának egyik hűbéresénél legyen apród. Egy ideig Imagava Josimoto szolgálatában állt, majd később átállt Oda Nobunaga szolgálatába. Hamarosan harcosként kezdte szolgálni az urat, és kiváló ötleteinek (sokan a nevéhez kötik többek között az „egyéjszakás erőd” ötletét, amely Nobunaga számára a győzelmet jelentette egy csatában) köszönhetően gyorsan fontosabb pozícióba emelkedett Nobunaga seregében. 1568 után részt vett Nobunaga szinte valamennyi fontosabb ütközetében. 1573 szeptemberében, miután legyőzött két nagy hatalmú daimjót, ő lett az Ómi tartományi Nagahama ura, s felvette a Hasiba Csikuzen no kami (Hasiba, Csikuzen ura) nevet.
1577-ben Nobunaga parancsára nekilátott Szan-in és Szan-jó meghódításának, s e hadjárat során Biccsú tartományt is a saját fennhatósága alá vonta. A Harima tartománybeli Himedzsi várából kiindulva ostrom alá vette Takamacuban Móri Terumoto daimjó erőit. Bár Oda Nobunagának sikerült megszilárdítania hatalmát Közép-Japánban, 1582-ben egy hűbérese, Akecsi Micuhide fellázadt ellene. Nobunaga megsebesült és Honnójiban vitatott körülmények között életét vesztette. Mire Hidejosi azonnal békét kötött Terumotóval. Ezek után követte Micuhidét, hogy megbosszulja rajta néhai urának a halálát: miután győzedelmeskedett Micuhide felett, visszatért Honnójiba, és bemutatta az áruló levágott fejét Nobunaga szellemének. Vitatott, hogy Hidejosi lépése mögött mennyire állt valódi hűség elhunyt ura irányában, és mennyire szerette volna taktikai lépésnek használni a legitimációja megalapozásában.
Az Oda család hűbéreseinek gyűlésén Hidejosi Nobunaga unokáját támogatta, szembeszállva a néhai vezér két befolyásos hűbéresével, akik az elhunyt családfő harmadik fiát látták volna szívesen a család élén. Egyiküket 1583-ban Hidejosi legyőzte, és megengedte, hogy szeppukut kövessen el. Még ugyanabban az évben, számos stratégiailag fontos erődítmény elfoglalása után, várat építtetett Oszakában. Eztán nekilátott, hogy befejezve Nobunaga nagy művét, meghódítsa egész Japánt, véget vessen az akkor már több mint két évszázada dúló feudális anarchiának, és újraegyesítse az országot. A következő évben megütközött Tokugava Iejaszu daimjóval, aki az elhunyt Oda Nobunaga második fiát támogatta az örökösödési háborúban. Miután a csata nem hozott döntést, a két vezér szövetséget kötött.
Hidejosit 1585-ben a császár kancellárrá (kanpaku), később pedig főminiszterré (dadzsó-daidzsin) nevezte ki. Ezenkívül neki adományozta a Tojotomi családnevet. Nem sokkal ezután Hidejosi békét kötött az időközben megint csak ellenlábasává lett Móri Terumotóval, majd meghódította Japán nyugati részén Sikoku és Kjúsú szigetét. Több csatában szövetségese, Tokugava Iejaszu segítette őt győzelemre. Miután 1590-ben Iejaszu segítségével uralma alá hajtotta a keleti Kantó és Óu körzetet, Hidejosi állt annak a daimjókból álló szövetségnek az élén, amely lényegében egységes nemzeti kormányzatot alkotott.
Csak egy fia született az egyik ágyasától; a gyermek (Tojotomi Hidejori) hatéves volt, amikor Hidejosi meghalt. Bár Hidejosi tervei szerint ő örökölte volna a birodalom irányítását, ez a terv nem valósult meg a halála után. 1600-ban Tokugava Iejaszu magához ragadta a hatalmat, és 1603-ban megalapította a Tokugava-sógunátust, azaz a Tokugava család örökletes katonai diktatúráját.

## Származás és legitimáció
Oda Nobunagával ellentétben Hidejosi alacsony származású hadúr volt. Bár az országot képes volt egyesíteni a Nobunaga halála után megnőtt hadseregével, így is szüksége volt minden forrásra, amivel legitimálni tudta uralmát. Miután Nobunaga afférja Asikaga Josiakival teljesen megszüntette a sógunok politikai hatalmát, Hidejosi a császár felé fordult a legitimáció biztosítása érdekében. Sokan úgy gondolják, hogy Hidejosi azért nem próbálta megszerezni a sóguni címet, mert ahhoz a Minamoto vagy a Taira családból kellett volna származnia – azonban alacsony származása ugyanígy kizárta volna őt az császári udvar címeinek viselése alól is.
Legitimációját származásának misztifikálásával próbálta biztosítani: saját elbeszélése szerint megfoganásakor édesanyja a nap fényével egyenlő mennyiségben világító csillagot látott, amelynek az egész ház csodájára járt, és megjósolták, hogy „a születendő gyermek erénye majd olyan hatalmakba tör, hogy az tízezer irányba, a Négy Tengeren is átsugároz”. Ez, és ehhez hasonló legendák a saját származásáról az alacsony születését hivatottak ellensúlyozni, valamint megpróbálták megteremteni uralkodásának törvényességét.
Misztikus származástörténetén kívül Hidejosi előszeretettel használta a kultúrát mint legitimáló erőt. Ezek közé tartoztak a nó dráma-előadások, amelyeket sokszor ő maga is írt, valamint sokszor főszerepet is vállalt a megfelelő hatás elérése érdekében. A teaceremónia ismerete Szen no Rikju teamester oldalán nem csak jogosultságának megalapozására volt hasznos, de a politikai tárgyalások lefolytatásakor is eredményesnek bizonyult.

## Politikai pályafutása

Hidejosi pecsétje, amely ma a japán kormány jelképe

Legelső intézkedései között volt az úgynevezett „kardvadászat” (katanagari), vagyis a földművesekre, kereskedőkre és kézművesekre vonatkozó fegyverviselési tilalom érvényesítése. Ez az intézkedés hozzájárult a társadalmi osztályok szilárdabb kialakulásához, valamint nehezebbé tette az ugrást ezek között a társadalmi osztályok között. Ehhez kapcsolódik az ő általa bevezetett si-nó-kó-só is, amely szintén a harcosok, földművesek, kézművesek és kereskedők osztályai közötti szigorú elkülönítést jelentette. Fontos fogalom még a siro vari, a szükségtelennek ítélt várak lerombolása. Hogy a földesurak hűségét biztosítsa, előfordult, hogy áthelyeztetett daimjókat, valamint jellemző volt rá az is, hogy szintén hűségük elnyerése érdekében a csatában legyőzött ellenségeinek kivégzés helyett földet adományozott.
Nobunaga korai kezdeményezéseit követve Hidejosi már szervezetten mérte fel az ország földjeit (kencsi). A szállítás és a kereskedelem fellendítése érdekében kiterjesztette az egész országra a Nobunaga ideje alatt megkezdett tevékenységeket, melyek magukban foglalták az ellenőrzőpontok valamint a céhek (za) beszüntetését. A bányászat fejlesztését is támogatta.
Miután meghódította egész Japánt, unokaöccsét, Tojotomi Hidecugut nevezte ki kormányzónak, vagyis kanpakunak (ezt fia születése után visszavonta, Hidejorit téve meg örököséül), ő maga pedig felvette a taikó címet – ez a visszavonult kanpakut illette meg. Megkezdte Korea inváziójának előkészületeit. Állítólag Kínát, a Fülöp-szigeteket és Indiát is meg akarta hódítani, Nobunaga vízióit követve, de Japán katonai ereje az első, 1592. évi hadjárat után még Csoszon megtartásához sem volt elég, hiszen a koreaiak ádázul küzdöttek a megszállók ellen. Emellett pedig a Ming Birodalommal kötött béke is csak a Csoszon elleni második támadásig (1597) tartott.
Hogy fia utódlása biztosítva legyen, a haldokló Hidejosi 1598-ban két tanácsot hozott létre: az öttagú Régenstanácsot, Tokugava Iejaszu vezetésével, és a szintén öttagú Biztosok Testületét, melyet Isida Micunari irányított, akire fia gyámkodását is bízta. Halála magával hozta Tokugava és Isida harcát a hatalomért, mely végül Szekigaharánál az utóbbi halálával, és Hidejosi dinasztikus terveinek pusztulásával járt. Japán új ura Tokugava Iejaszu lett.

## Hírszerzői tevékenysége
Már fiatal korában nagy ügyességről tett tanúbizonyságot urai szolgálatában az ellenfelek biztonsági rendszereinek kikémlelésében. Hadvezérként is nagy súlyt fektetett a hírszerzésre, rengeteg ügynököt foglalkoztatott, de maga is tett veszélyes felderítő utakat az ellenfél területén. A későbbi korok japán titkosszolgálati munkatársai számára ő lett a nagy példakép.

## Emlékezete
Josikava Eidzsi világhírű japán író Taikó című könyvében Tojotomi Hidejosi életén keresztül dolgozta föl Japán egyesítését. A nagy sikerű könyvet 2008-ban, valamint 2016–2017-ben Magyarországon is megjelentették több kötetben.

### Magyarul
- Josikava Eidzsi: Taikó, 1-3.; Szenzár, Bp., 2016–2017
  - 1. ford. Stefanovits Péter; 2016
  - 2. ford. Stefanovits Péter, Illés Róbert; 2017
  - 3. ford. Tóth Andrea; 2017